# 6973 Karajan
6973 Karajan este un asteroid din centura principală, descoperit pe 27 aprilie 1992, de S. Ueda și H. Kaneda.